# Municipio de Tlalnelhuayocan
El municipio de Tlalnelhuayocan se encuentra en el estado de Veracruz es uno de los 212 municipios de la entidad y tiene su ubicación en la zona centro del estado. Sus coordenadas son 19°32′47.1″N 96°58′30.73″O / 19.546417, -96.9752028 y está a una altitud de 1640 m s. n. m. Su cabecera es la localidad de Tlalnelhuayocan.
El municipio lo conforman 48 localidades en las cuales habitan 13.855 personas.

## Límites
- Norte: Acajete y Rafael Lucio.
- Sur: Coatepec.
- Este: Coatepec y Xalapa.
- Oeste: Acajete.

## Clima
Su clima es templado-húmedo, con una temperatura de 18 °C y lluvias abundantes en verano y principios de otoño.

## Vegetación
La flora vascular de Tlalnelhuayocan está compuesta por 577 especies. De las cuales 92 corresponden a árboles, 70 a arbustos, 169 a hierbas, 27 a bejucos y 4 formas no determinadas. Otro componente importante en la flora del municipio son las epífitas donde se han encontrado más de 213 especies. De las cuales 64 corresponden a helechos, 78 a orquídeas, 27 a bromelias, 9 a araceas, 13 a piperaceas y 10 a otras familias.
Se han encontrado 163 especies de plantas medicinales. Del total de las especies inventariadas las hierbas y silvestres son las más importantes y abundantes. 

## Geografía
El municipio se encuentra ubicado en la cuenca del río Pixquiac que abastece de agua numerosas localidades.

## Cultura
Tlalnelhuayocan en sus tradiciones tiene sus celebraciones en honor de San Andrés Apóstol en los días del 28 al 30 del mes de noviembre. Su iglesia tiene aproximadamente 300 años. En las festividades se llevan a cabo danzas, también algunas celebraciones importantes son el 13 de junio en honor a san Antonio, 15 de mayo en honor a san Isidro labrador incluyendo el 12 de diciembre, en San Antonio Hidalgo y otilpan respectivamente.                           tradicionales, juegos pirotécnicos y una feria.